# Linstead
Linstead  ist eine Kleinstadt im Landesinneren von Jamaika. Die Stadt befindet sich im County Middlesex im Parish Saint Catherine. Im Jahr 2010 hatte Linstead eine Einwohnerzahl von 22.757 Menschen und ist die achtgrößte Stadt der Insel.

## Geografie
Linstead liegt in einem Talkessel der Blue Mountains. Die Stadt liegt zwischen zwei weiteren größeren Städten. Jeweils in direkter Nachbarschaft grenzt Linstead südlich an Bog Walk und nordwestlich an Ewarton. Ebenfalls nordwestlich der Stadt befindet sich ein großer Bauxit-Tagebau. In dieser Region bilden die drei Städte, die von mehreren kleinen Ortschaften und Feldern umgeben sind, die größten Siedlungen, von denen Linstead als Wirtschaftszentrum gilt.

## Wirtschaft und Geschichte
Linstead gilt in der Region als Handels- und Wirtschaftszentrum und ist bekannt für seinen großen wöchentlich stattfindenden Obst- und Gemüsemarkt. Die im Umkreis lebenden Bauern verkaufen zum größten Teil ihren Ertrag auf diesem Markt, der als größter in Saint Catherine gilt. Der Markt war im 19. Jahrhundert ein wichtiger Treffpunkt für Großhändler von Kaffee und Piment. Er ist auch Bestandteil eines alten Volksliedes mit dem Namen „Linstead Market“. Die Stadt verdient außerdem an dem Abbau von Bauxit.
Linstead ist an das jamaikanische Bahnsystem angebunden.

## Söhne und Töchter der Stadt
- Phyllis Dillon (1944–2004), Rocksteady- und Reggae-Sängerin
- Joseph Hill (1949–2006), Reggaemusiker, Sänger der Band Culture
- Clive Hunt (* 1952), Reggaemusiker und Musikproduzent
- Leslie Laing (1925–2021), Sprinter, olympischer Goldmedaillengewinner
- Keith Anthony Morrison (* 1942), Kunstkritiker und Maler
- Asafa Powell (* 1982), Leichtathlet und ehemaliger Weltrekordhalter über 100 Meter